# Збірна Лапландії з футболу
Збірна Лапландії з футболу — національна збірна, яка представляє Лапландію на міжнародних турнірах з футболу.